# Barátky Gyula
Barátky Gyula, Iuliu Baratky, (Nagyvárad, 1910. május 14. – Bukarest, 1962. április 14.) magyar és román válogatott labdarúgó, csatár, edző.

## Pályafutása

### A válogatottban
1930 és 1933 között 9 alkalommal szerepelt a magyar, 1933 és 1940 között 20 alkalommal a román válogatottban. Román színekben 13 gólt szerzett. Tagja volt az 1934-es és 1938-as román világbajnoki csapatnak.

## Sikerei, díjai
- Magyar bajnokság
  - bajnok: 1928–29
  - 2.: 1930–31, 1932–33
  - 3.: 1931–32
- Magyar kupa
  - győztes: 1932
- Közép-európai kupa (KK)
  - győztes: 1929
- Román bajnokság
  - 2.: 1933–34, 1936–37, 1939–40, 1940–41
- Román kupa
  - győztes: 1937, 1939, 1940, 1941

## Statisztika

### Mérkőzései a magyar válogatottban
| Magyarország | Magyarország         | Magyarország                    | Magyarország | Magyarország | Magyarország  | Magyarország | Magyarország | Magyarország |
| #            | Dátum                | Helyszín                        | Hazai        | Eredmény     | Vendég        | Kiírás       | Gólok        | Esemény      |
| ------------ | -------------------- | ------------------------------- | ------------ | ------------ | ------------- | ------------ | ------------ | ------------ |
| 1.           | 1930. szeptember 28. | Drezda, Ostragehege             | Németország  | 5 – 3        | Magyarország  | barátságos   | -            |              |
| 2.           | 1930. október 26.    | Budapest, Hungária körúti pálya | Magyarország | 1 – 1        | Csehszlovákia | barátságos   | -            |              |
| 3.           | 1931. május 3.       | Bécs, Hohe Warte                | Ausztria     | 0 – 0        | Magyarország  | Európa-kupa  | -            |              |
| 4.           | 1932. november 27.   | Milánó, San Siro Stadion        | Olaszország  | 4 – 2        | Magyarország  | barátságos   | -            |              |
| 5.           | 1933. január 29.     | Lisszabon                       | Portugália   | 1 – 0        | Magyarország  | barátságos   | -            | 35′          |
| 6.           | 1933. március 5.     | Amszterdam                      | Hollandia    | 1 – 2        | Magyarország  | barátságos   | -            |              |
| 7.           | 1933. március 19.    | Budapest, Hungária körúti pálya | Magyarország | 2 – 0        | Csehszlovákia | barátságos   | -            |              |
| 8.           | 1933. április 30.    | Budapest, Üllői úti pálya       | Magyarország | 1 – 1        | Ausztria      | barátságos   | -            |              |
| 9.           | 1933. július 2.      | Stockholm                       | Svédország   | 5 – 2        | Magyarország  | barátságos   | -            | 40'          |
|              | Összesen             |                                 |              | 9            | mérkőzés      |              | 0            | gól          |